# Amiga 1000
L'Amiga o Commodore Amiga (nome in codice "Lorraine"), comunemente noto come Amiga 1000, è stato il primo computer della piattaforma Amiga della Commodore International Ltd..
Commercializzato dal settembre 1985 al 1987, è stato il primo personal computer casalingo ad offrire insieme le seguenti caratteristiche moderne: multitasking con prelazione, interfaccia grafica WIMP a colori e mouse. Utilizzava una delle più potenti CPU dei suo tempi e anche la grafica e l'hardware audio erano tra i più avanzati della sua classe, il tutto gestito con 512 KiB di memoria RAM.

## Due versioni
Negli anni Settanta e Ottanta del secolo scorso, spesso le aziende produttrici di personal computer sceglievano di implementare, nei propri personal computer, modi video compatibili con i sistemi televisivi. Tale scelta veniva adottata per permettere, all'acquirente del personal computer, di utilizzare un televisore, eventualmente già acquistato per vedere la televisione, come monitor video del personal computer. Utilizzando un televisore già acquistato, l'acquirente del personal computer poteva evitare l'acquisto del monitor video specifico per il personal computer. Ovvero, in sintesi, l'acquirente poteva risparmiare non poco sull'acquisto del personal computer. Anche per l'Amiga 1000 fu scelto di implementare modi video compatibili con i sistemi televisivi. Negli anni Ottanta le televisione era analogica e i sistemi televisivi, adottati nei vari Paesi del mondo, erano principalmente due: i sistemi televisivi che utilizzavano lo standard NTSC e i sistemi televisivi che utilizzavano lo standard PAL. Da tale differenza in ambito televisivo nacquero due diverse versioni di Amiga 1000.

### Amiga
L'Amiga 1000 non fu un progetto iniziato dalla Commodore International Ltd.. Tale progetto fu iniziato da un'altra società, la Amiga Corporation. Commodore International Ltd. comprò la Amiga Corporation nel 1984 e gli fece completare il progetto fornendole i fondi necessari. L'Amiga 1000, commercializzata a partire dal 1985, era destinata primariamente agli Stati Uniti, un Paese che all'epoca utilizzava lo standard NTSC. Quindi inizialmente nell'Amiga 1000 sono stati implementati modi video NTSC. Quando iniziò la commercializzazione dell'Amiga 1000, Commodore International Ltd. scelse di non utilizzare il brand name "Commodore". Ovvero la versione di Amiga 1000, dotata di modi video NTSC, è stata denominata semplicemente "Amiga".

### Commodore Amiga
Un anno dopo, nel 1986, fu completata la versione di Amiga 1000 dotata di modi video PAL. Tale versione era destinata ai Paesi (come ad esempio l'Italia) che all'epoca adottavano lo standard PAL. Per questa versione di Amiga 1000, Commodore International Ltd. utilizzò il brand name "Commodore". Ovvero, la versione di Amiga 1000 dotata di modi video PAL, è stata denominata "Commodore Amiga". Commodore International Ltd. continuò ad utilizzare il brand name "Commodore" per tutti i modelli di personal computer Amiga commercializzati in seguito (indipendentemente dal fatto che fossero dotati di modi video NTSC o di modi video PAL). Quindi l'Amiga 1000 dotata di modi video NTSC costituisce un'eccezione. Siccome l'Amiga 1000 dotata di modi video PAL tardò più del previsto, in alcuni Paesi del mondo (tra cui l'Italia) che all'epoca adottavano lo standard PAL, Commodore International Ltd. inizialmente commercializzò l'Amiga 1000 dotata di modi video NTSC. Questi Amiga 1000 vennero commercializzati con il monitor video Amiga 1080 di serie, vanificando così tutti i vantaggi dell'implementare modi video compatibili con i sistemi televisivi. Solo successivamente, in tali Paesi, fu commercializzata l'Amiga 1000 dotata di modi video PAL.

## Storia

### Caratteristiche innovative
Nel settembre 1985, quando l'Amiga 1000 venne introdotto sul mercato, era un computer con numerose caratteristiche avanzate, sia rispetto ai personal computer IBM compatibili (per cui non erano disponibili sistemi operativi multitasking con prelazione, interfacce grafiche, mouse, l'audio era limitato, le schede video VGA non esistevano ancora), sia ai Macintosh 128K e Macintosh 512K (per cui il sistema operativo Mac OS non era multitasking, l'audio era limitato e la grafica era monocromatica).
L'Amiga 1000, invece, offriva un sistema operativo dotato di multitasking con prelazione (caratteristica che permette di eseguire più programmi contemporaneamente) e shell con interfaccia grafica WIMP, audio stereofonico PCM a quattro voci con risoluzione 8 bit/28 kHz e video in grado di gestire varie modalità grafiche a colori, le più avanzate delle quali hanno risoluzione di 640x400 pixel, con la possibilità di visualizzare fino a 16 colori contemporaneamente sullo schermo da una palette di 4096, e 320x400 pixel, con la possibilità di visualizzare contemporaneamente sullo schermo tutti i 4096 della palette (anche se non liberamente selezionabili ma con le limitazioni imposte dalla modalità video HAM).

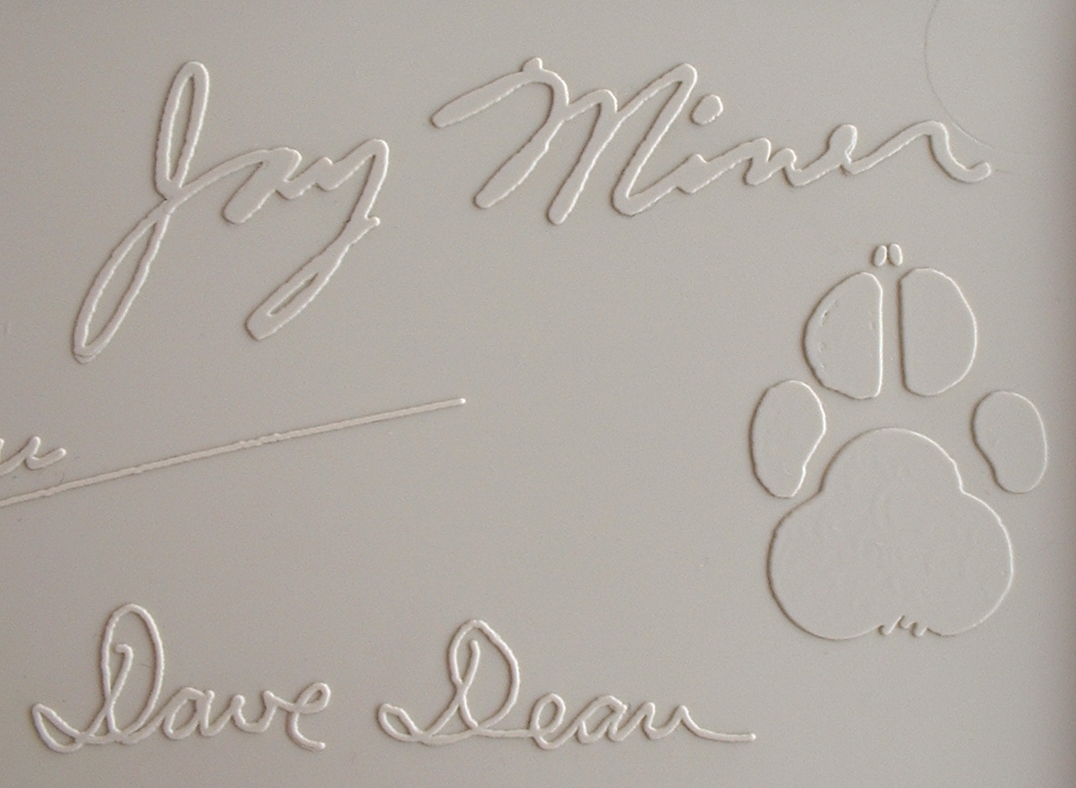
La firma di Jay Miner sulla copertura superiore dell'Amiga 1000. L'impronta è quella di Mitchy, il cane di Miner.

Le sue capacità grafiche e sonore sono dovute ad una serie di coprocessori implementati in una serie di chip custom. Inoltre il segnale video prodotto dall'Amiga 1000 ha le stesse caratteristiche di quello utilizzato in ambito televisivo quindi è visualizzabile anche con un comune televisore.
L'Amiga 1000 è stato in effetti il primo computer casalingo o personal computer della storia commercializzato di serie con un sistema operativo dotato contemporaneamente di multitasking preemptive e di una shell con interfaccia grafica di tipo WIMP (caratteristica che permette un utilizzo user-friendly del computer, a differenza della più datata shell con interfaccia a riga di comando).
L'unico computer precedente a possedere entrambe queste caratteristiche era stata una workstation, lo Xerox Star del 1981, che aveva però un costo molto più elevato (a partire da 10 volte rispetto all'Amiga 1000). Alcuni precedenti computer possedevano solo alcune di queste caratteristiche, come il Sinclair QL del 1984, l'Apple Lisa del 1983 (con interfaccia WIMP) e il Macintosh del 1984 (con interfaccia WIMP).
L'Amiga 1000 è stato inoltre il secondo computer con interfaccia grafica WIMP a colori: il primo in questo caso è stato l'Atari 520ST, disponibile a partire dal luglio 1985, solo due mesi prima dell'Amiga 1000, rispetto al quale l'Amiga 1000 vanta però una grafica più avanzata.
L'Amiga 1000 è stato infine il quarto computer ad adottare il mouse, dopo lo Xerox Star e l'Apple Lisa e Macintosh.

### Promozione commerciale
L'Amiga 1000 fu presentato in anteprima mondiale il 23 luglio 1985 a New York, durante una serata di gala appositamente organizzata al Vivian Beaumont Theater, uno dei teatri del Lincoln Center for the Performing Arts. La serata, accompagnata da un'orchestra sinfonica, ebbe come testimonial del nuovo computer due delle maggiori celebrità del momento: Debbie Harry e Andy Warhol. Warhol, oltre che testimonial dell'Amiga 1000, ne fu anche il designer dell'aspetto esteriore e, nel breve periodo che precedette la sua morte, grande utilizzatore. È del 2001 la scoperta della brevissima sequenza digitale animata You are the one creata da Andy Warhol con l'Amiga 1000, oggi visionabile solo durante mostre o eventi particolari. Sul suo utilizzo dell'Amiga 1000 nel 1986 Warhol disse: «La cosa che mi piace di più del fare arte sul computer è che sembra il mio lavoro».

## Descrizione
L'Amiga 1000 si presenta in un case desktop con due periferiche di serie: una tastiera alfanumerica con tastierino numerico e un mouse a due tasti. Il display video, necessario per l'utilizzo dell'Amiga 1000, non era compreso.
Le linee estetiche dell'Amiga 1000 sono opera della mano di Howard Stolz. Sotto al case è presente uno spazio dove far scivolare la tastiera quando non si usa, soluzione che permette di liberare l'area davanti al computer e proteggere maggiormente la tastiera dalla polvere.
Il case desktop è a bassissimo profilo, avendo il computer capacità d'espansione interne al case quasi inesistenti: nelle schede elettroniche ospitate all'interno del case non sono presenti slot per l'aggiunta di altre schede, ma era prevista solo la possibilità di aggiungere 256 KiB di Chip RAM mediante apposita cartuccia (Commodore A1050), installabile senza aprire il case e acquistabile a parte.
Oltre al floppy disk drive interno da 3,5" DS/DD non sono presenti altri drive. Il controller per floppy disk drive dell'Amiga 1000 è in grado di gestire fino a 4 floppy disk drive esterni collegabili in cascata a un connettore DB23 femmina, presente nel lato posteriore del case, che fornisce anche l'alimentazione elettrica. La ditta vendeva anche floppy disk drive esterni da 3,5" e 5,25" compatibili con questo modello. All'epoca erano disponibili varie soluzioni di hard disk esterni collegabili allo slot a 86 contatti presente sul lato destro del case.
La CPU è il microprocessore Motorola 68000 a 16/32 bit. La RAM destinata alle applicazioni è limitata al minimo per le capacità del computer, solo 256 KiB di Chip RAM (RAM accessibile sia alla CPU che ai coprocessori) e zero byte di Fast RAM (RAM accessibile solo alla CPU), anche se il sistema operativo AmigaOS ha bassi requisiti RAM. La soluzione di offrire subito 256 KiB di Chip RAM e altri 256 KiB come accessorio da acquistare a parte (accessorio Amiga 1050), era dettata dalla volontà di mantenere basso il prezzo del computer. Nel computer sono presenti anche 256 KiB di Fase RAM riservati al Kickstart, cioè il software necessario per il boot del sistema operativo. Nell'Amiga 1000, infatti, diversamente da quasi tutti i successivi modelli di computer Amiga (e da altri computer dell'epoca), il Kickstart non risiede in ROM ma viene caricato da floppy disk in una particolare zona della RAM a esso riservata, chiamata WCS (dall'inglese "Writable Control Store"). Ciò permette di utilizzare facilmente un diverso Kickstart, ma allunga i tempi di caricamento del sistema operativo. Dopo il caricamento del Kickstart la WCS viene protetta dalla scrittura e non viene cancellata neanche con un reset software, ma solo spegnendo il computer, caratteristica molto apprezzata in quanto non obbligava a ricaricare il Kickstart in caso di reset software del computer.
Il chipset è l'OCS, con il coprocessore Agnus in grado di indirizzare al massimo 512 KiB di Chip RAM.
Tutti i modi video dell'Amiga 1000 producono un segnale video del tutto simile a quello utilizzato in ambito televisivo, quindi riproducibile anche da un televisore, come consuetudine per tutti gli home computer dell'epoca. Il segnale video è disponibile in forma analogica nei formati video composito e video a componenti RGBS, o in forma digitale nel formato video a componenti RGBI, tutti secondo le caratteristiche degli standard televisivi PAL o NTSC. I due formati video analogici erano quelli normalmente utilizzati dai televisori per l'ingresso video, ma, nel caso il televisore non fosse dotato di ingresso video (modelli di televisori molto vecchi), era disponibile come accessorio il modulatore RF esterno Commodore A520, che permette di utilizzare l'ingresso antenna del televisore.

## Applicazioni
Per l'Amiga 1000 sono disponibili le classiche applicazioni (word processor, foglio elettronico, disegno pittorico, database, videogiochi ecc.) e altre all'epoca poco diffuse tra i personal computer come ad esempio le applicazioni per creare o scrivere musica.
L'Amiga 1000 era utilizzato da artisti come Andy Warhol per fare arte, da musicisti per produrre musica. Grazie a genlock dal costo contenuto permetteva di fare desktop video e poteva essere utilizzato negli studi televisivi come alternativa economica a costose macchine dedicate. Grazie ad accessori come il Sidecar (in pratica un PC IBM aggiuntivo) può eseguire il software disponibile per PC IBM, moltiplicando notevolmente la quantità di software utilizzabile.
Tra i linguaggi di programmazione ad alto livello sono disponibili il BASIC, il C, il Pascal, ma anche altri meno diffusi.

## Specifiche tecniche
- CPU: Motorola 68000 a 7,09[7] o 7,16[6] MHz.
- Chipset: OCS con Thin Agnus in grado di indirizzare fino a 512 KiB di Chip RAM.
- Memoria centrale: 64 KiB[8] di ROM non volatile e 512 KiB di RAM volatile configurati come 256 KiB di Chip RAM (espandibili internamente a 512 KiB con l'accessorio Amiga 1050) e 256 KiB di Fast RAM (denominati "Writable Control Store" e riservati alla memorizzazione del Kickstart).
- Grafica: 320×256 progressiva o 320×512 interlacciata a 50 Hz con 32 colori visualizzabili contemporaneamente da una palette di 4096, 640×256 progressiva o 640×512 interlacciata a 50 Hz con 16 colori visualizzabili contemporaneamente da una palette di 4096.
- Suono: stereofonico generato da 4 canali audio PCM (2 per il canale stereo sinistro e 2 per il canale stereo destro) con risoluzione 8 bit/28 kHz (ampiezza dei campioni/frequenza dei campioni).
- Drive di serie: 1 floppy disk drive (incorporato nel case del computer) da 3,5" DS/DD (Double Sided/Double Density) in grado di memorizzare sul floppy disk fino a 880 KiB formattando con file system Amiga.
- Vani per drive generici: non presenti.
- Vani per drive custom: 1 da 3,5" occupato dal floppy disk drive.
- Periferiche di serie: tastiera alfanumerica con tastierino numerico e mouse a due tasti.
- Sistema operativo di serie: inizialmente AmigaOS 1.0, in seguito AmigaOS 1.1 (sistema operativo dotato, fin dalla prima release 1.0, di multitasking con prelazione e doppia shell: una con interfaccia a riga di comando e una con interfaccia grafica WIMP a colori).
- Connessioni: 1 uscita video analogica RGB, 1 uscita video RF (per connessione con televisore), 1 uscita per video composito, 2 porte per controller (mouse, joystick, paddle, penna ottica, ecc.), 1 porta per un floppy disk aggiuntivo esterno, 1 porta seriale RS232, 1 porta parallela Centronics, 1 connettore Zorro I per espansioni varie, 1 connettore per l'espansione della RAM, 1 porta RJ-11 per tastiera alfanumerica.

## Accessori Commodore
Di seguito sono elencati gli accessori Commodore commercializzati per l'Amiga 1000.
- Amiga 1080: monitor video da 14" a colori e monofonico (visualizza solo i modi video NTSC).
- Commodore Amiga 1081: monitor video da 14" a colori e stereofonico (visualizza solo i modi video PAL).
- Amiga 1050: cartridge di memoria (aggiunge 256 KiB di Chip RAM).
- Amiga 1010: floppy disk drive esterno da 3,5" DS/DD.
- Amiga 1020: floppy disk drive esterno da 5,25" SS/DD.[18]
- Amiga 3406: modulatore video in RF esterno.
- Amiga 1300: genlock esterno (si collega alla porta video; occupa lo spazio sotto al case).
- Amiga 1680: modem esterno a 1200 baud (si collega alla porta RS-232).
- Amiga 1060 (detto "Sidecar"): compatibilità con software MS-DOS, per rendere l'Amiga un IBM compatibile.